# Dobrosław (Ukraina)
Dobrosław (ukr. Доброслав) – osiedle typu miejskiego w obwodzie odeskim Ukrainy, rejonu odeskiego.
Status osiedla typu miejskiego posiada od 1965 roku. Liczy ponad 6 tysięcy mieszkańców. Do 2016 roku nosiło nazwę Kominterniwśke (ukr. Комінтернівське).